# Nuxis
Nuxis (sardinsky: Nùxis, Nùcis) je italská obec (comune) v provincii Sud Sardegna v regionu Sardinie. Nachází se ve výšce 196 metrů nad mořem a má přibližně 1 400 obyvatel. Rozloha obce je 61,59 km².